# 南佐賀站
南佐賀站（日语：／ Minami-Saga eki */?）是位於佐賀縣佐賀市北川副町大字木原（現時：南佐賀二丁目2番），日本國有鐵道（國鐵）佐賀線的鐵路車站（廢站）。

## 歷史
- 1935年（昭和10年）5月25日：國有鐵道佐賀線佐賀站至筑後大川之間開業，此站啟用[1]。當時為一般車站[1]。
- 1971年（昭和46年）10月20日：結束行李起卸業務[2]。同時客運車站無人化[3]。
- 1978年（昭和53年）6月15日：結束貨運業務[1]。
- 1987年（昭和62年）3月28日：隨著佐賀線全線廢除，此站也被廢除[1]。

## 車站構造
此站為無人車站，設有1面1線的單式月台。在靠近佐賀站一方設有貨物和維護路軌專用的引込線。該處還有國鐵無線中繼站。

## 現狀
在廢站後，此站至筑後川昇開橋之間的路軌遺址建設了徐福單車徑。另外，站內的月台和路軌還保留下來。站舍沒有被拆毀，並且進行改建。現時站舍內部設置了廁所。另外，東佐賀站至此站之間的路軌遺址變為道路，在該路段途中「佐賀線偲橋」（跨越八田江川的橋樑）的欄杆上彫刻了蒸氣機車的模樣。 

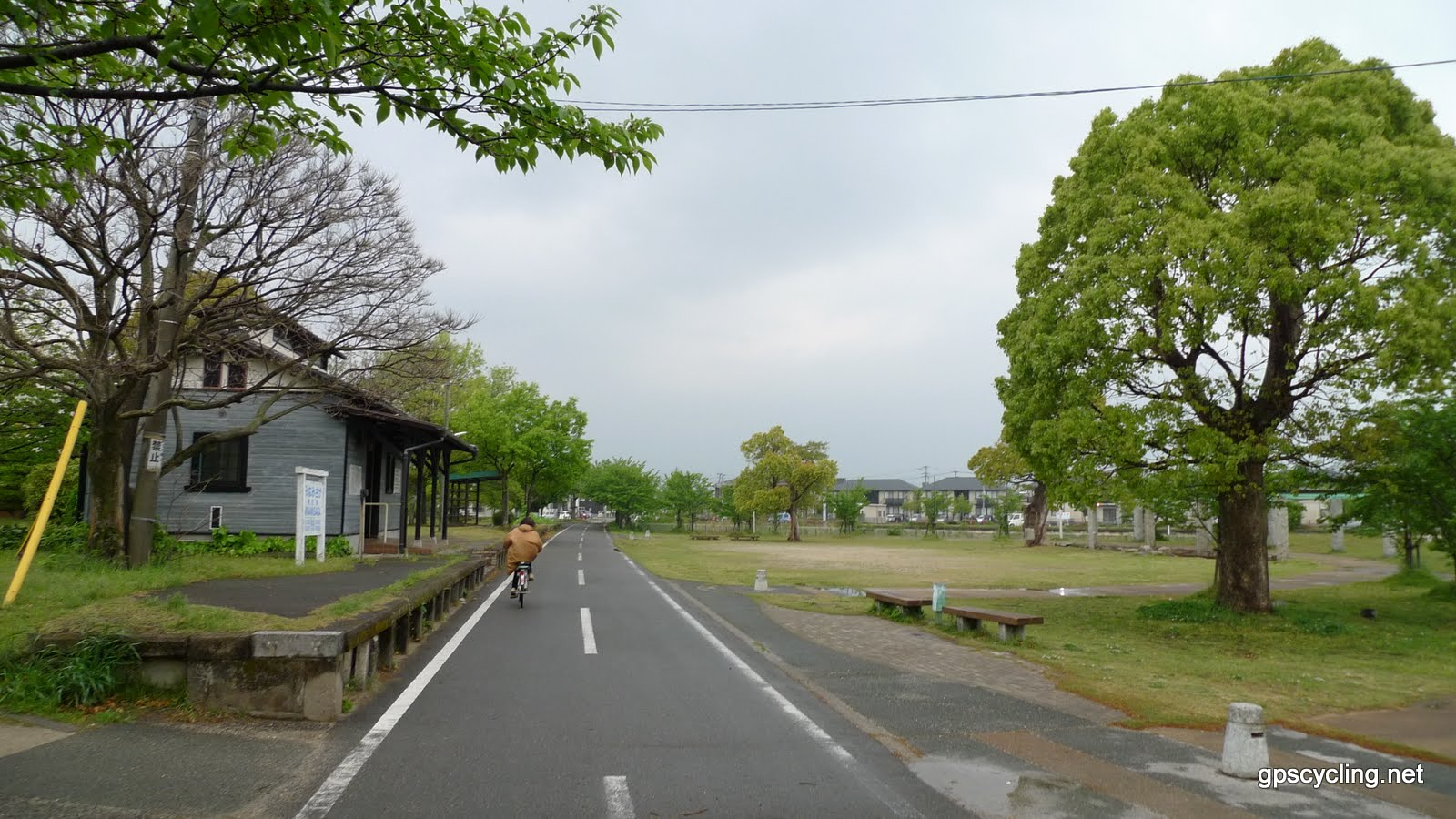
南佐賀站遺址（2011年4月，另一角度）
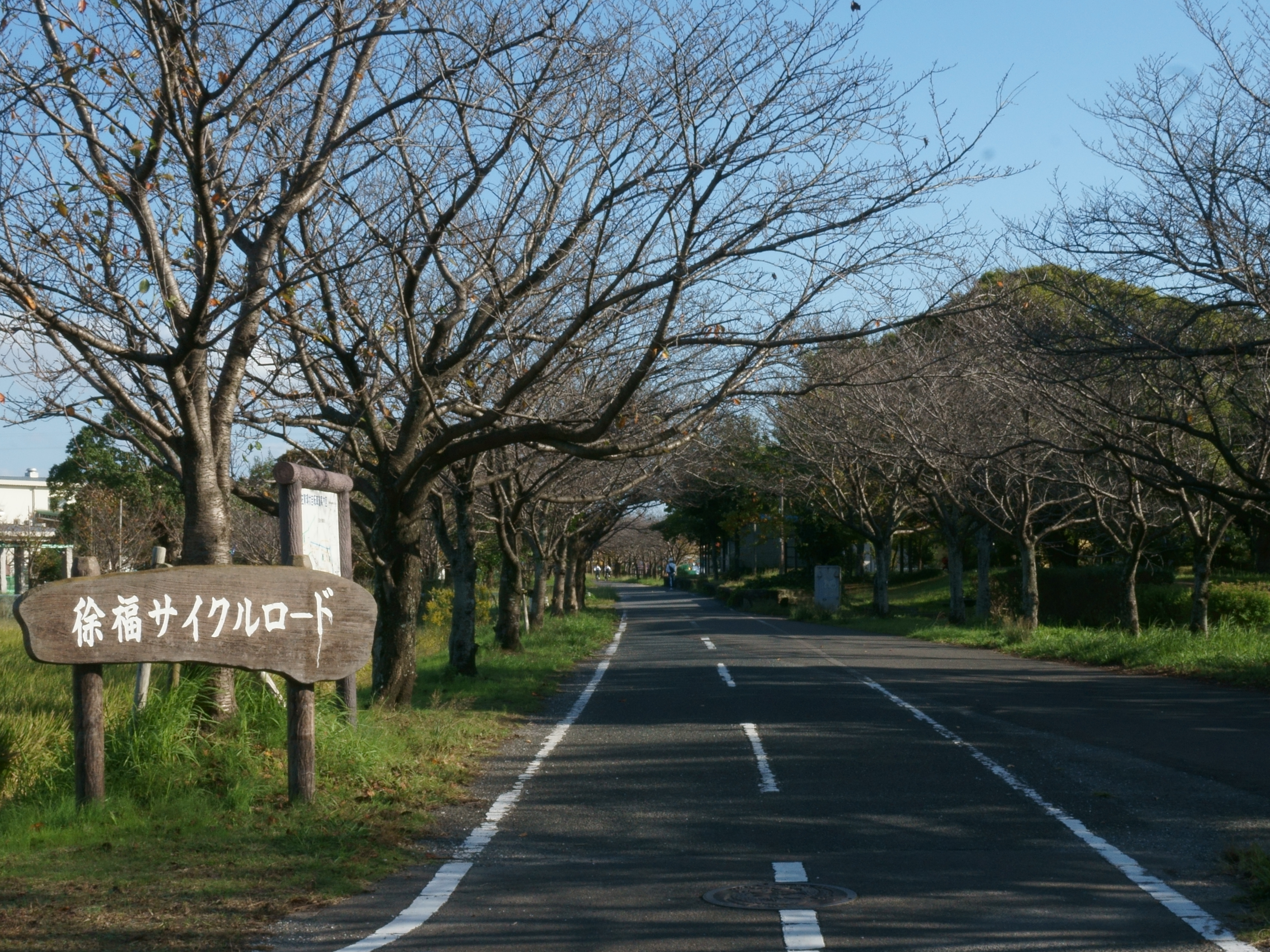
徐福單車徑（2016年10月）

## 相鄰車站
日本國有鐵道（國鐵）
佐賀線
東佐賀－南佐賀－光法

## 注腳
1. 1 2 3 4 5 6  石野哲 (编). . JTB. 1998: 718. ISBN 978-4-533-02980-6 （日语）.
2. ↑  . 官報. 1971-10-19 （日语）.
3. ↑  . 鐵道公報（日语：鉄道公報） (日本國有鐵道總裁室文書課). 1971-10-19: 4 （日语）.

## 相關項目
- 日本鐵路車站列表 Mi